# Horné Mladonice
Horné Mladonice (allemand : Obermladunitz,  hongrois : Felsőlegénd) est un village de Slovaquie situé dans la région de Banská Bystrica.

## Histoire
La première mention écrite du village date de 1470.

## Démographie

### Évolution de la population
| Année:               | 1994. | 2004.    | 2014.   | 2024.    |
| -------------------- | ----- | -------- | ------- | -------- |
| Nombre de personnes: | 199   | 170      | 172     | 190      |
| Différence:          |       | -14,57 % | +1,17 % | +10,46 % |

| Année:               | 2023. | 2024.   |
| -------------------- | ----- | ------- |
| Nombre de personnes: | 187   | 190     |
| Différence:          |       | +1,60 % |